# علي زايد
علي أحمد زايد (مواليد 14 سبتمبر 1967) رجل دين وسياسي بحريني شغل منصب النائب الثاني لرئيسة مجلس النواب خلال الفترة 12 ديسمبر 2018 حتى 12 ديسمبر 2022 

## السيرة
ولد علي زايد في العاصمة المنامة في 14 سبتمبر 1967. حصل على شهادة الثانوية العامة المسار الأدبي عام 1985.
عمل واعظ بإدارة الأوقاف السنية ومشرف مركز المهاجرين لتحفيظ القرآن ومدير عام جملة المهاجرين للعمرة وعضوية مجلس إدارة مراكز الفرقان لتحفيظ القرآن الكريم ولجنة الصلح الأهلية.
شارك في انتخابات مجلس النواب 2010 حيث فاز بمقعد الدائرة الثامنة في محافظة الوسطى بعدما جمع 3888 صوت بنسبة 50.20% بفارق 31 صوت عن مرشح جمعية المنبر الوطني الإسلامي عبداللطيف الشيخ
شارك في انتخابات مجلس النواب 2018 حيث حصل في الجولة الأولى على المركز الأول ب1856 بنسبة 21.11% وفاز في جولة الإعادة بمقعد الدائرة الرابعة بالمحافظة الجنوبية بعد حصوله على المركز الأول ب4312 صوت بنسبة ,56.01% وفاز بمنصب النائب الثاني لرئيسة مجلس النواب للفصل التشريعي الخامس بالتزكية في 12 ديسمبر 2018 خلال الجلسة الأولى للمجلس